# Maksymilian Jatowt
Maksymilian Jatowt, ps. „Jakub Gordon” (ur. ok. 1823 w Wilnie, zm. 27 listopada 1895 we Lwowie) – polski działacz niepodległościowy, sybirak, literat, wydawca.

## Życiorys
Urodził się ok. 1823 w Wilnie. Pochodził z litewskiej rodziny Jatowtów. Miał rodzeństwo: brata, który został pułkownikiem artylerii w Armii Imperium Rosyjskiego oraz siostry, z których jedna została żoną prof. Uniwersytetu Warszawskiego Karola Jurkiewicza, a druga zamieszkiwała w Lublinie wraz z zesłańcem syberyjskim (towarzyszem Ludwika Zielonki).
Uczył się w gimnazjum w Lublinie. W 1840 mając 17 lat został wciągnięty w Warszawie do spisku przez prowokatora tajnej policji carskiej. Po wykryciu został aresztowany wraz z innymi konspiratorami w Hotelu Wileńskim na Tłumackiem. Przez kilka miesięcy był więziony w Cytadeli, po czym został skazany na wygnanie w głąb Imperium Rosyjskiego. Podczas drogi zbiegł i udał się do Francji. W 1848 przybył do Polski jako emisariusz. Został wykryty jako uczestnik konspiracji krakowskiej i skazany na roty sołdackie, które przez kilka lat odbywał jako szeregowy żołnierz w Orenburgu. Przebywał wówczas ze skazanym na zesłanie Tarasem Szewczenką. W trakcie wojny krymskiej zamierzał jako ochotnik wziąć udział w kampanii sewastopolskiej w szeregach armii bojowej, co było dopuszczalne dla więźniów politycznych celem dosłużenia się przez nich stopni oficerskich. Po uzyskaniu zezwolenia rządu rosyjskiego otrzymał środki finansowe na przejazd oraz karty legitymacyjne. W drodze do Sewastopola zbiegł i po raz drugi udał się na emigrację.
Od tego czasu przebywał we Francji. W Paryżu pełnił funkcję sekretarza przybocznego Adama Jerzego Czartoryskiego (dzięki znajomości języka francuskiego odczytywał księciu wydawnictwa prasowe). Następnie był nauczycielem matematyki w Tuluzie. Wówczas był nakłaniany przez bp. Félixa Dupanloupa do zostania księdzem i udania się na wschód jako misjonarz, jednak nie odczuwając powołania odmówił. Później wyjechał do Ameryki Północnej. W Nowym Orleanie ponownie uczył matematyki w szkole francuskiej. Rozpoczął działalność literacką. Publikował utwory, przede wszystkim pamiętniki i wspomnienia, bazujące głównie na latach swoich przeżyć. Jako literat funkcjonował pod pseudonimem „Jakub Gordon”. Jego dzieła początkowo były drukowane jako felietony w czasopismach „Czas”, „Głos” i w innych. Przed 1863 powrócił z Ameryki do Europy. Wówczas jego utwory były publikowane w serii „Biblioteka Pisarzy Polskich” nakładem wydawnictwa Brockhaus z Lipska. Podczas powstania styczniowego przebywał poza ziemiami polskimi, następnie w Wiedniu. Stamtąd w 1864 przybył do Lwowa posługując się paszportem amerykańskim, otrzymał poddaństwo austriackie i osiadł w tym mieście na stałe, zamieszkując w nim do końca życia. Wyjątkiem od tego był okres dwóch lat, kiedy od 1869 do 1870 przebywał w Sanoku, wydając dwutygodnik polityczno-literacki „Reforma”, którego wydawcą był miejscowy drukarz Karol Pollak, a redaktorem odpowiedzialnym Aleksander Krzyżanowski. W uznaniu swoich zasług na polu literackim otrzymał od Sejmu Krajowego posadę urzędnika archiwisty przy Wydziale Krajowym, w związku z czym ponownie zamieszkał we Lwowie. Na emeryturę przeszedł z uwagi na niezdolność do dalszej pracy wskutek utraty zdrowia. We Lwowie wydał jeszcze kilka swoich prac. Kilka z jego utworów zostało przetłumaczonych na języki obce, tym francuski, niemiecki i czeski.
Zmarł 27 listopada 1895 we Lwowie w wieku 72 lat.

## Publikacje
- Moskwa. Pamiętniki J. G. Polaka z Korony obywatela Stanów Zjednoczonych Ameryki (1861, Paryż)
- Mes prisons en Russie. Mémoires de J. Gordon (1861, Lipsk)
- Mes Prisons. On l'exil en Sibérie (1862, Genewa)[7]
- Meine Kerker in Russland (1863, Lipsk, przedruk z Wanderera)
- Obrazki caryzmu. Pamiętniki J. Gordona (1863, Lipsk; 1883, Lwów)[3][7]
- Sechs Jahre in Orenburg (1864, Drezno)[7]
- Sołdat czyli Sześć lat w Orenburgu i Uralsku. Nowe pamiętniki J. Gordona (1864/1865, Bruksela/Lipsk)[7]
  - przekład na język czeski w czasopiśmie „Zlata Praha” (1865)[7]
- Kaukaz czyli ostatnie dni Szymala. Powieść historyczna (1865, Lipsk)[3][7]
- Przechadzki po Ameryce (1866, Berlin/Poznań)[3]
- Podróż do Nowego Orleanu (1867, Lipsk)[3]
- Obrazki galicyjskie (1869, Sanok)[3]
- Szkice i ramotki (1870, Lwów)
- Gdy się było młodym. Wspomnienia z podróży po szerokim świecie (1871, Lipsk)
- Turysta z musu. Tom I (1873, Lwów)
- Turysta z musu. Tom II (1873, Lwów)
- Mały kantonista[1]